# Narbonne
Narbonne (Narbona in het Occitaans) is een stad in het zuiden van Frankrijk, in het departement Aude. De stad ligt aan de kust van de Middellandse Zee en de rivier Aude, en telde op 1 januari 2022 56.692 inwoners. Het is de onderprefectuur van het arrondissement Narbonne. 

## Geschiedenis

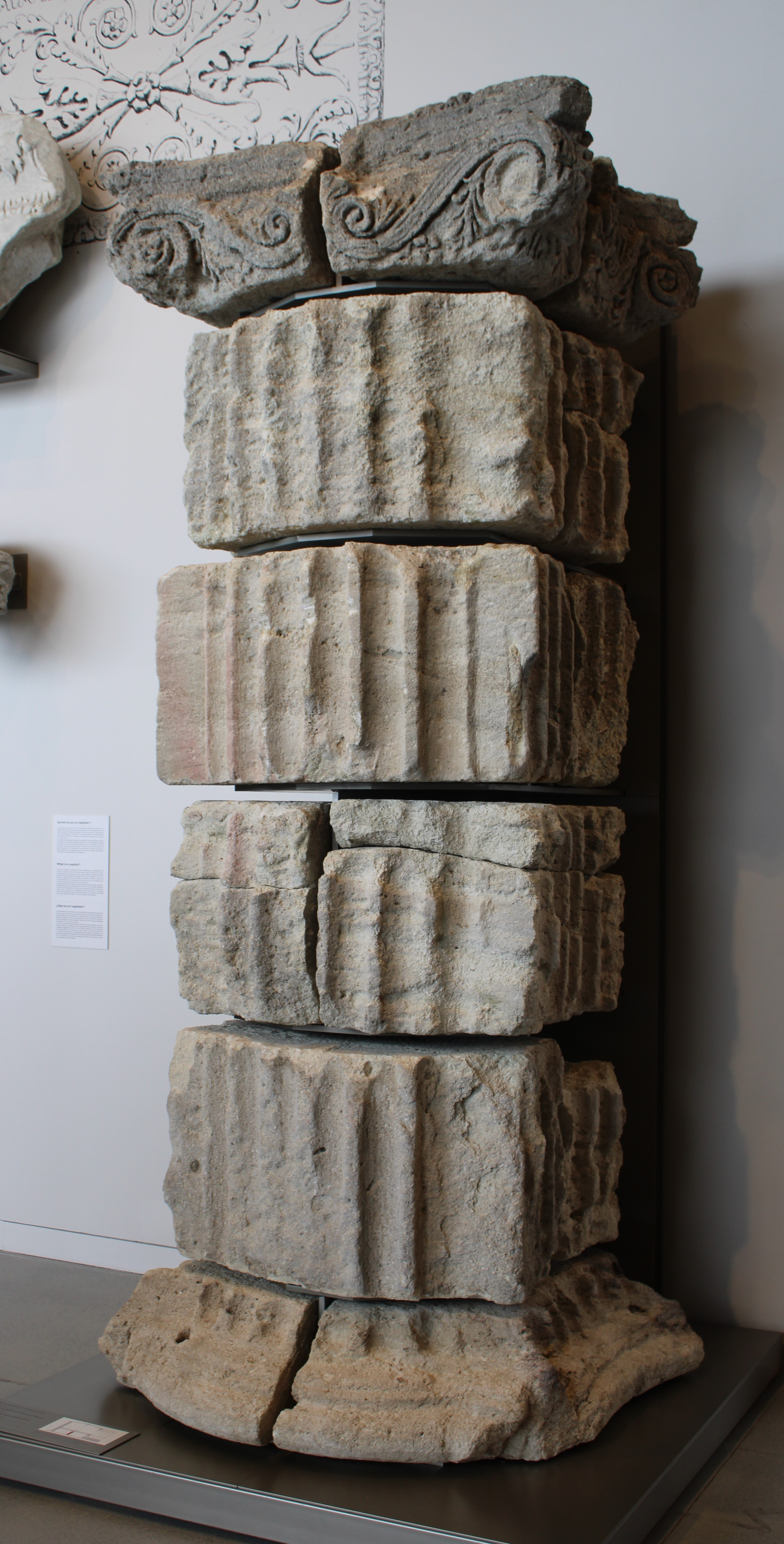
Pilaar van de Romeinse tempel op het forum van Narbonne

### Romeinse tijd
Het hedendaagse Narbonne was de eerste Romeinse nederzetting in het huidige Frankrijk ten westen van de Rhône. De stad werd gesticht in 118 v.Chr. De stad was strategisch gelegen aan de Via Domitia en de Via Aquitania. De Via Domitia, de eerste heirbaan in Gallië, liep van Italië naar Spanje en de Via Aquitania liep van Narbonne via Toulouse naar Bordeaux aan de Atlantische Oceaan. Narbonne was een van de belangrijkste havens van de westelijke Middellandse zee. De haven lag aan een beschutte lagune bij de monding van de Aude. In 45 v.Chr. maakte Julius Caesar van Narbonne een kolonie voor veteranen als Colonia Narbo Martius. 
Narbonne lag in de Provincia Romana in Zuid-Gallië. Deze Provincia (waarvan de naam voortleeft in de naam Provence) werd in 22 v.Chr. Gallia Narbonensis genoemd naar zijn hoofdstad, Narbonne. De stad breidde aanzienlijk uit en kreeg monumentale gebouwen. Tijdens de crisissen van de 3e eeuw kreeg de stad een muur van 1600 meter. Voor de bouw werden onder andere de stenen van necropolissen rond de stad gebruikt. De ommuurde stad op de linkeroever van de Aude had een oppervlakte van 17 ha en was aanzienlijk kleiner dan de eerdere stad.

### Middeleeuwen
Narbonne bleef de hoofdstad van de provincie tot de 8e eeuw, ook in de tijd van de Visigoten toen de provincie Septimanië werd genoemd. In 725 werden Narbonne en Carcassonne veroverd door de Omajjade wāli (gouverneur) van Al-Andalus, Anbassa ibn Suhaym al-Kalbi. Vanaf 747 werden in Narbonne emirs aangesteld. De eerste emir was Umar ibn Umar. De Frankische koning Pepijn de Korte heroverde de stad in 759 op de emir Abd ar-Rahman ibn Uqba. Hij installeerde er de Visigotische burggraaf Milo (ook al burggraaf van 752 tot 753). In 792 vond nog een kortstondige verovering plaats door de troepen van Hisham I en in 841 marcheerden moslimtroepen op naar Narbonne, maar werden door graaf Sunifried van Barcelona tegengehouden.
In de middeleeuwen kende de stad verschillende centra: de Cité rond de aartsbisschoppelijke gebouwen op de linkeroever, de Bourg rond de burcht van de burggraaf op de rechteroever en Ville-Neuve, de Joodse wijk. Narbonne werd in de eerste helft van de 12e eeuw een gemeente bestuurd door consuls. De Cité en de Bourg vormden politiek een eenheid, maar hadden elk een eigen stadsmuur. De Cité had de Romeinse stadsmuur behouden en de Bourg kreeg in de 12e eeuw een eigen stadsmuur. In de 14e eeuw werd de Joden de stad uitgewezen. In 1320 trad de Aude buiten haar oevers, overstroomde de vlakte van Narbonne en vond er een nieuwe loop en monding. De oude bedding (de Robine) en haven veranderden in een moerasgebied en een haard van ziekten. Dit verlies van haar zeehaven betekende het einde van de bloeitijd van de stad.

### Na 1500
Vanaf 1507 viel Narbonne rechtstreeks onder de Franse kroon. Koning Lodewijk XII liet de stad versterken als grensstad met Roussillon, dat toen Spaans was. De stad kreeg een nieuwe stadsomwalling van 3500 meter lang op beide oevers van de Robine. In de 17e eeuw werd het Canal de la Robine, een zijtak van het Canal du Midi, gegraven, dat de stad een rivierhaven gaf en een nieuwe verbinding met de Middellandse Zee.
In 1790 verloor de stad haar aartsbisschoppelijke zetel en met het Concordaat van 1801 zelfs haar bisschoppelijke zetel. In de loop van de 19e eeuw won de stad economisch aan belang door de uitbreiding van de wijnbouw en de komst van de spoorweg. In de jaren 1870 werd de 16e-eeuwse stadsomwalling die al sinds de Vrede van de Pyreneeën (1659) haar militair nut had verloren, afgebroken. In de plaats kwamen boulevards.

## Monumenten
Van de 3e tot de 19e eeuw was Narbonne een ommuurde stad. Van de stadsomwalling van Narbonne zijn nog maar enkele sporen te vinden.
Narbonne heeft een aantal monumenten, namelijk:
- het aartsbisschoppelijk paleis (12e-14e eeuw, waarin een aantal musea zijn ondergebracht; het paleis is een voormalig kasteel met drie torens, variërend van de 13e-14e eeuw)
- stadhuis, neogotisch, uit de 19e eeuw, gebouwd door Viollet-le-Duc.
- kathedraal van Narbonne, gotiek, uit de 13e, 14e en de 18e eeuw, waarin een rijke kerkschat wordt bewaard.
- abdij Sainte-Marie de Fontfroide.

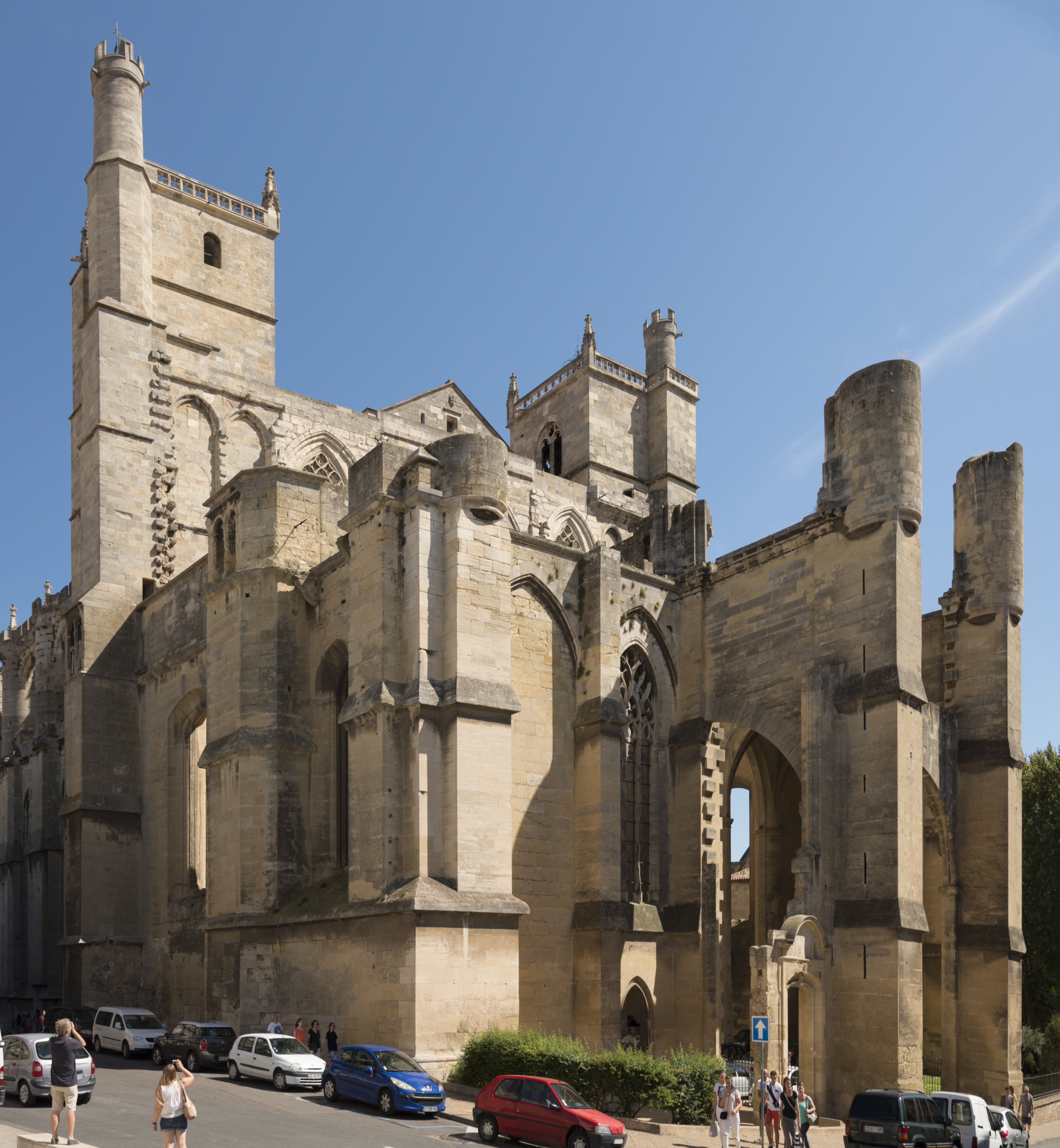
Kathedraal van Narbonne
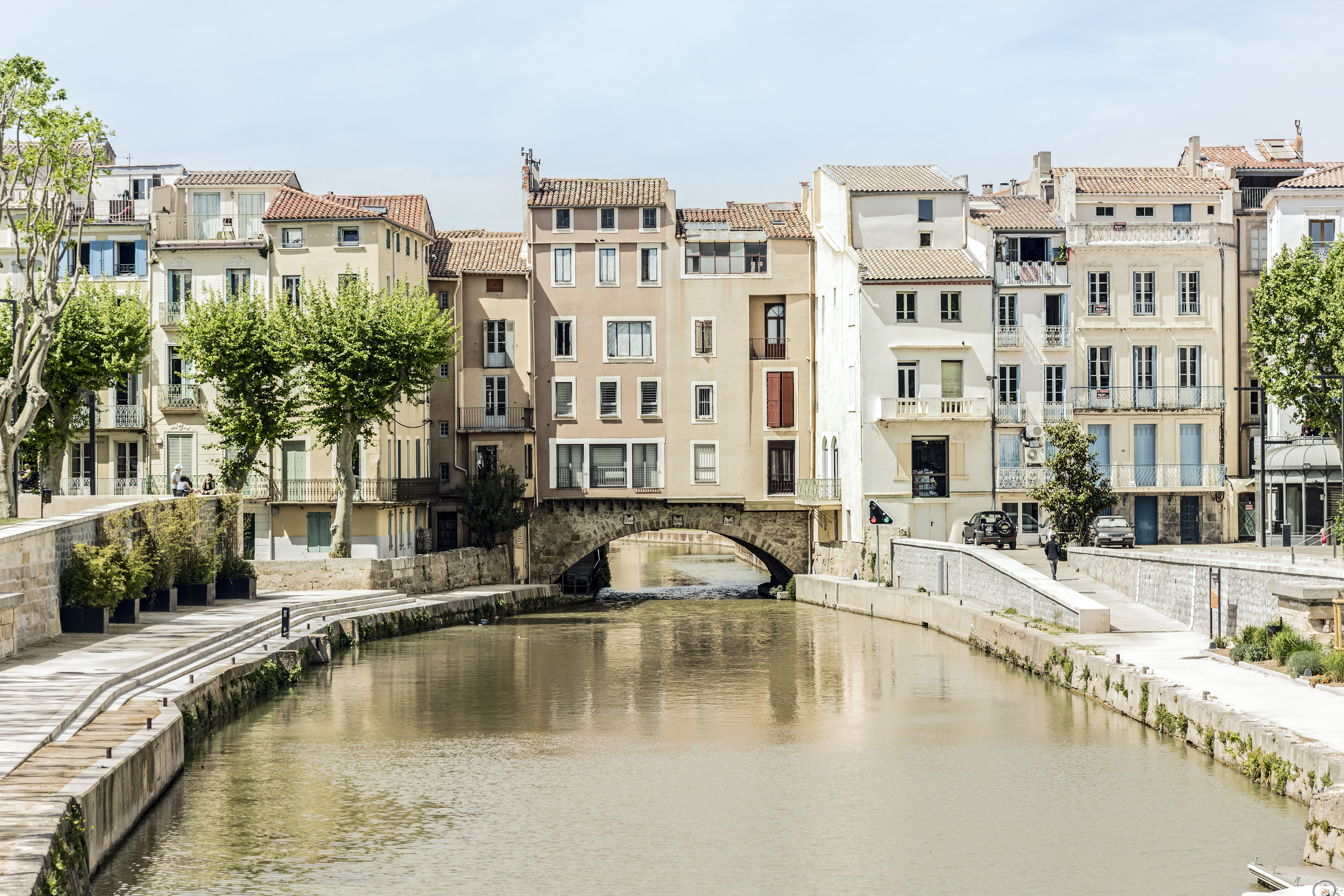
De Pont des Marchands over het Canal de la Robine in Narbonne
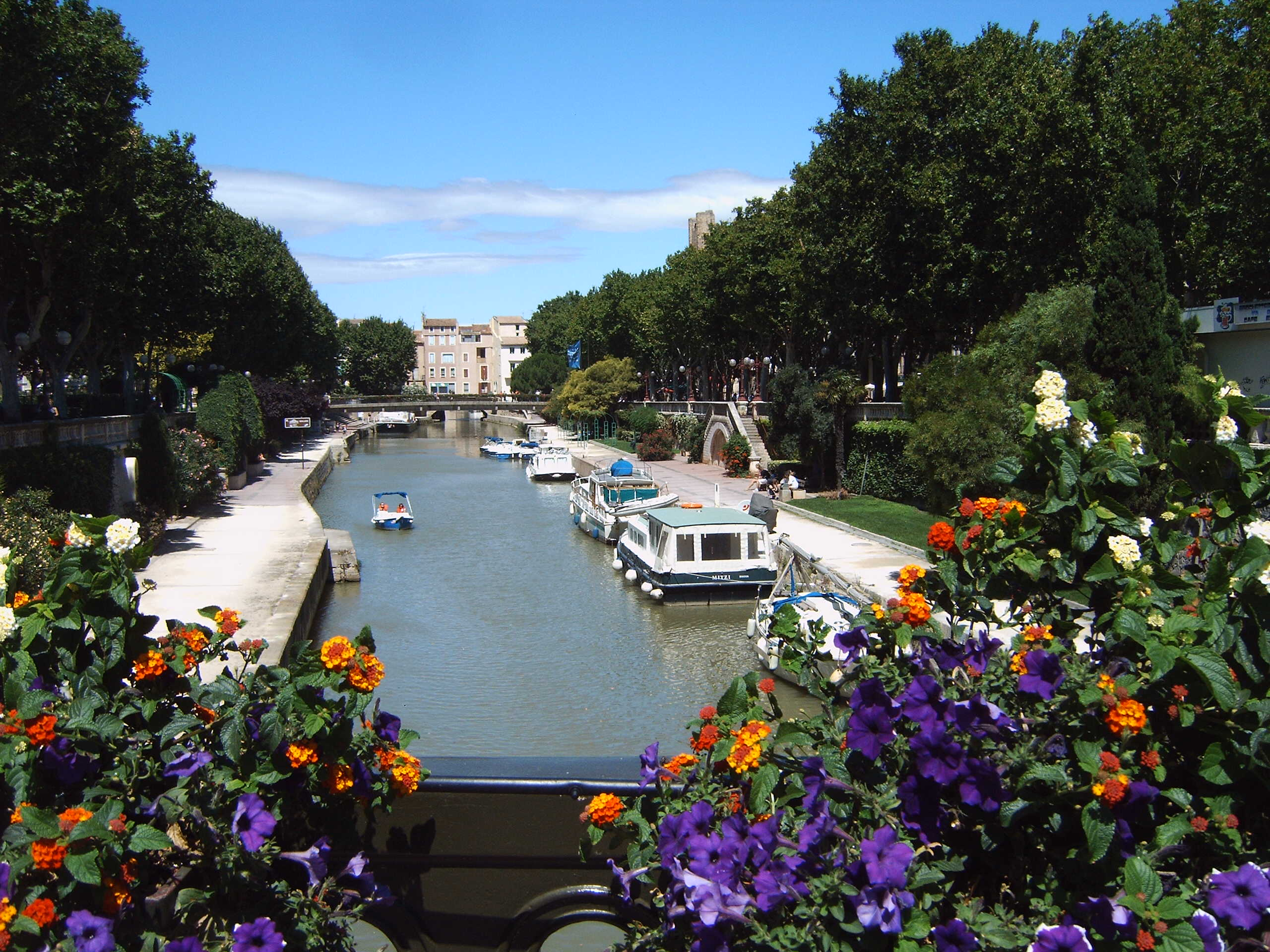
Canal de la Robine vanaf Boulevard Gambetta
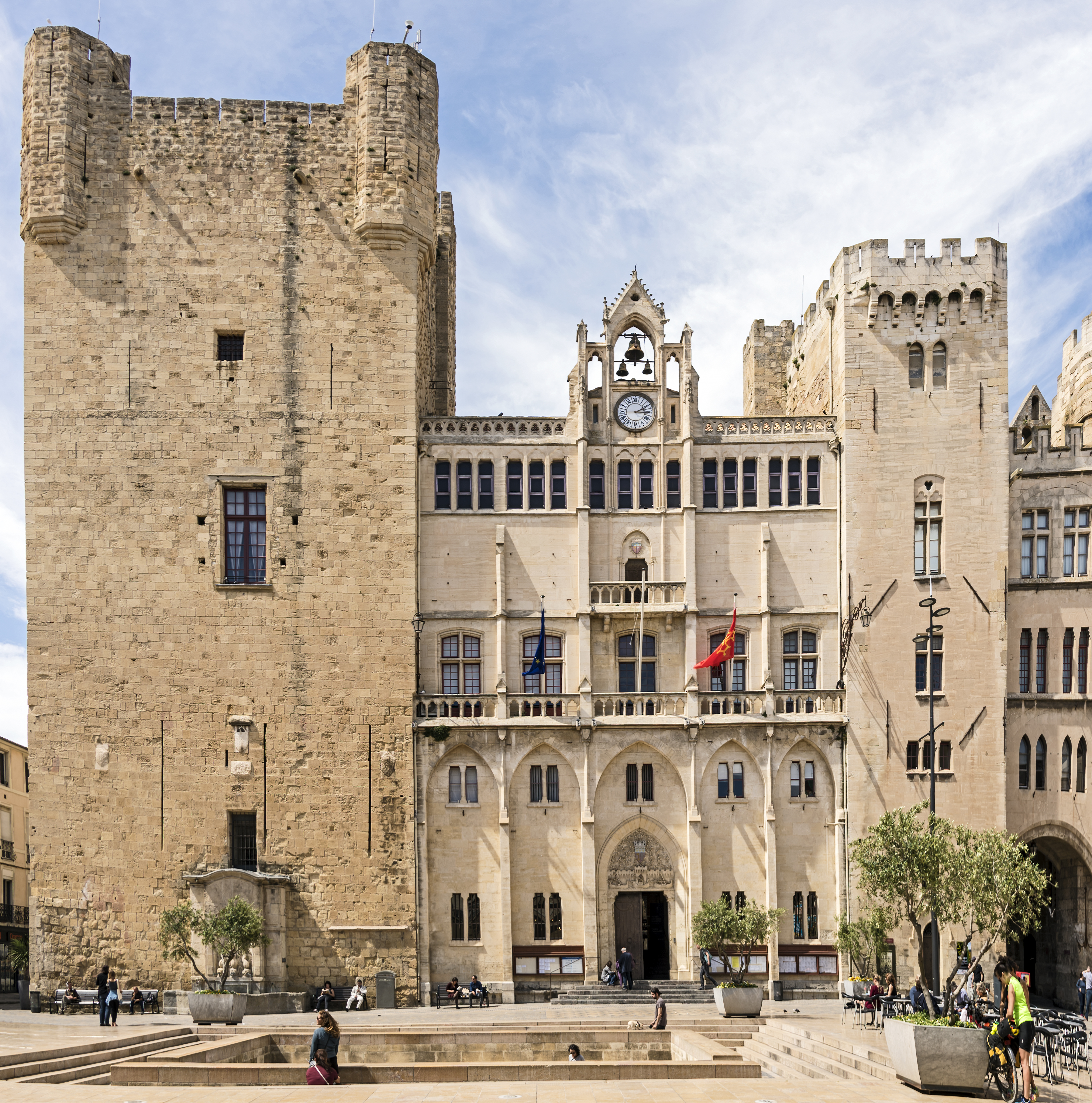
Paleis van de Aartsbisschop

## Verkeer en vervoer
In de gemeente ligt het spoorwegstation Narbonne. Het is o.a. het eindpunt van de Deutsche Bahn autoslaaptrein Hamburg (Altona) - Narbonne.
De autosnelwegen A9 en A61 kruisen in Narbonne.

## Geografie
De oppervlakte van Narbonne bedroeg op 1 januari 2022 172,96 vierkante kilometer; de bevolkingsdichtheid was toen 327,8 inwoners per km².
In de stad ligt het Canal de la Robine, de 32 km lange verbinding tussen de Aude en de zeehaven van Port-la-Nouvelle ten zuiden van Narbonne. In het zuiden van de gemeente ligt het kanaal langs het Meer van Bages (étang de Bages), dat voor 1320 de lagune van de Aude vormde.
In het oosten van de gemeente ligt het heuvelmassief van La Clape en daarachter Narbonne-Plage met zijn stranden en jachthaven aan de Middellandse Zee.
De onderstaande kaart toont de ligging van Narbonne met de belangrijkste infrastructuur en aangrenzende gemeenten.

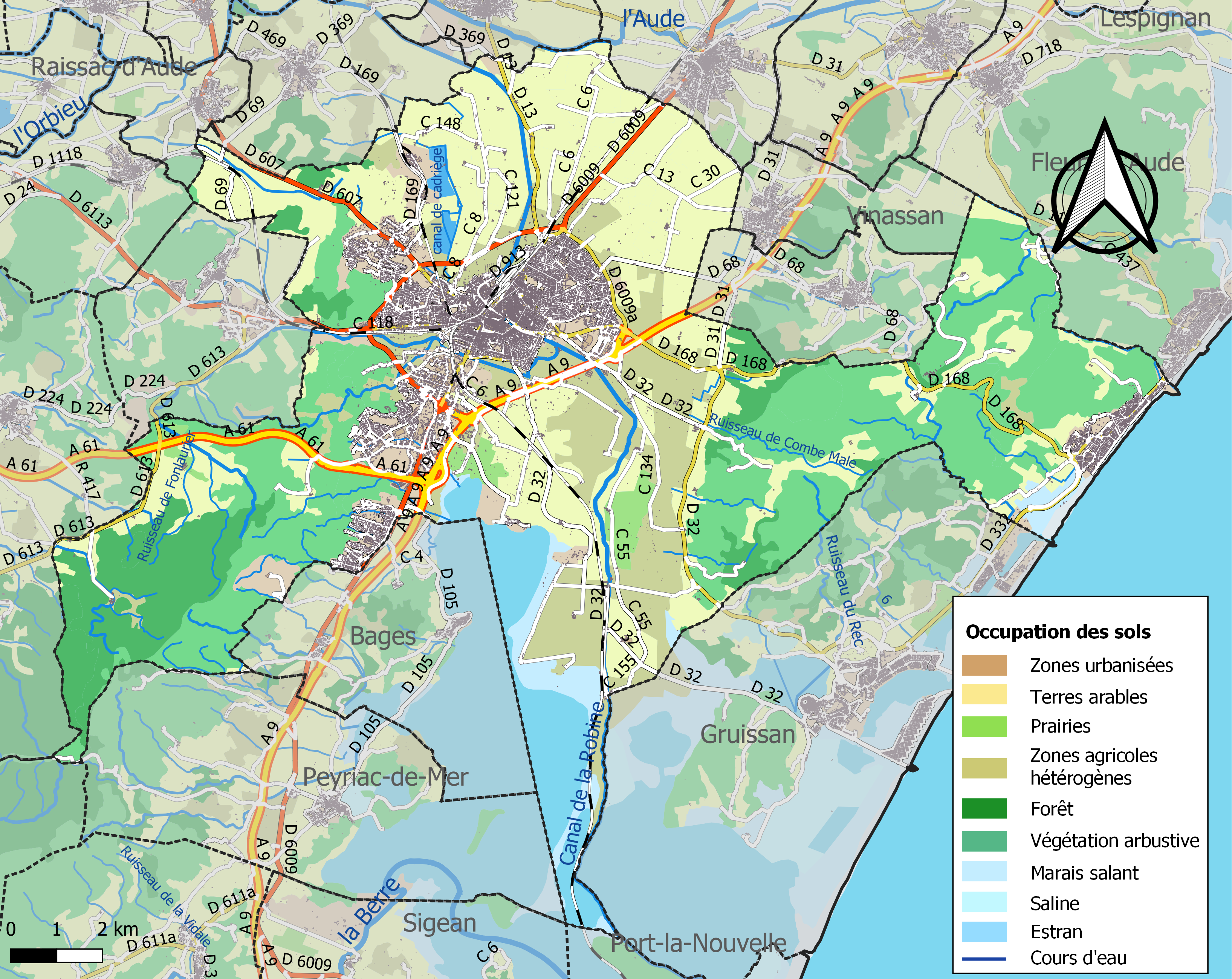

## Demografie
Onderstaande figuur toont het verloop van het inwonertal (bron: INSEE-tellingen).

Vanwege een beveiligingsprobleem met de MediaWiki Graph-software is het momenteel niet mogelijk deze grafiek weer te geven. Zodra de software is bijgewerkt zal de grafiek vanzelf weer zichtbaar worden.

## Sport
Narbonne was negen keer etappeplaats in de wielerkoers Ronde van Frankrijk. De Fransman René Le Grevès won er twee keer (1935 en 1936). De Brit Mark Cavendish was in 2008 de voorlopig laatste ritwinnaar in Narbonne.

## Geboren in Narbonne
- Ferreolus van Uzès (521-581) bisschop
- David Kimchi (1160-1235) rabbijn, filoloog, en Bijbelexegeet
- Paul Tournal (1805-1872), archeoloog
- Pierre Reverdy (1889-1960), dichter
- Charles Trenet (1913-2001), zanger
- Charlotte Adigéry (1990), zangeres
- Corentin Navarro (1997), wielrenner